# Margarosticha argyriograpta
Margarosticha argyriograpta là một loài bướm đêm trong họ Crambidae.